# Фрюж (кантон)
Фрюж (фр. Fruges) — кантон во Франции, находится в регионе О-де-Франс, департамент Па-де-Кале. Расположен на территории двух округов: двадцать пять коммун входят в состав округа Монтрёй, двадцать семь — в состав округа Сент-Омер.

## История
До 2015 года в состав кантона входили коммуны:
Амбри, Амбрикур, Авонданс, Венкли, Вершен, Канле, Креки, Крепи, Купель-Вьей, Купель-Нёф, Лебье, Люжи, Манка, Матренгем, Планк, Раденгем, Рембоваль, Руайон, Рюисовиль, Санли, Сен-ле-Фресен, Торси, Фресен, Фрюж, Эзек.
В результате реформы 2015 года состав кантона был изменен: в него были включены упраздненный кантоны Фокамберг и отдельные коммуны кантона Эр-сюр-ла-Лис.
С 1 января 2016 года состав кантона изменился: коммуны Энган и Эрбель объединились в новую коммуну Белленгем; коммуны Кларк и Ребек — в новую коммуну Сент-Огюстен.
С 1 января 2017 года коммуны Ангинегат и Энкен-ле-Мин объединились в новую коммуну Энкен-ле-Гинегат.

## Состав кантона с 1 января 2017 года
В состав кантона входят коммуны (население по данным Национального института статистики за 2018 г.):
- Авонданс (37 чел.)
- Авру (610 чел.)
- Амбри (236 чел.)
- Амбрикур (115 чел.)
- Белленгем (1 068 чел.)
- Бомец-лез-Эр (239 чел.)
- Боми (638 чел.)
- Вардрек (1 336 чел.)
- Венкли (161 чел.)
- Вершен (238 чел.)
- Денбрёк (391 чел.)
- Делет (1 179 чел.)
- Канле (157 чел.)
- Креки (478 чел.)
- Крепи (150 чел.)
- Куайек (606 чел.)
- Купель-Вьей (606 чел.)
- Купель-Нёф (158 чел.)
- Кьестед (621 чел.)
- Лебье (247 чел.)
- Лер (368 чел.)
- Люжи (146 чел.)
- Мамец (2 002 чел.)
- Манка (77 чел.)
- Матренгем (180 чел.)
- Мерк-Сен-Льевен (659 чел.)
- Оденктён (664 чел.)
- Планк (88 чел.)
- Раденгем (273 чел.)
- Ракенгем (2 255 чел.)
- Ранти (603 чел.)
- Рекленгем (236 чел.)
- Рембоваль (156 чел.)
- Руайон (136 чел.)
- Рюисовиль (201 чел.)
- Санли (162 чел.)
- Сен-ле-Фресен (160 чел.)
- Сен-Мартен-д'Арденгем (282 чел.)
- Сент-Огюстен (803 чел.)
- Теруан (1 095 чел.)
- Торси (169 чел.)
- Тьямброн (819 чел.)
- Февен-Пальфар (604 чел.)
- Флешен (479 чел.)
- Фокамберг (972 чел.)
- Фресен (578 чел.)
- Фрюж (2 354 чел.)
- Эзек (124 чел.)
- Эк (2 152 чел.)
- Энкен-ле-Гинегат (1 616 чел.)
- Эренгем (1 350 чел.)
- Эрни-Сен-Жюльен (328 чел.)

## Политика
На президентских выборах 2022 г. жители кантона отдали в 1-м туре Марин Ле Пен 38,4 % голосов против 29,8 % у Эмманюэля Макрона и 12,7 % у Жана-Люка Меланшона; во 2-м туре в кантоне победила Ле Пен, получившая 57,9 % голосов. (2017 год. 1 тур: Марин Ле Пен – 32,6 %, Эмманюэль Макрон – 19,1 %, Франсуа Фийон – 18,4 %, Жан-Люк Меланшон – 15,7 %; 2 тур: Ле Пен – 51,6 %. 2012 год. 1 тур: Франсуа Олланд — 29,2 %, Николя Саркози — 25,6 %, Марин Ле Пен — 24,2 %; 2 тур: Олланд — 51,3 %).
С 2021 года кантон в Совете департамента Па-де-Кале представляют мэр коммуны Белленгем Франсуаза Вассёр (Françoise Vasseur) и мэр коммуны Фокамберг Ален Мекиньон (Alain Mequignon) (оба — Соицалистическая партия).
|                | Кандидаты                            | Партия                   | Первый тур | Первый тур     | Второй тур | Второй тур |
| Кол-во голосов | Кандидаты                            | Партия                   | % голосов  | Кол-во голосов | % голосов  |            |
| -------------- | ------------------------------------ | ------------------------ | ---------- | -------------- | ---------- | ---------- |
|                | Франсуаза Вассёр Ален Мекиньон       | Социалистическая партия  | 4 374      | 45,36          | 5 494      | 58,02      |
|                | Натали Маринелли Николя Пишонье      | Разные правые            | 2 858      | 29,64          | 3 975      | 41,98      |
|                | Гвендолин Дельбек Пьер-Антуан Подвен | Национальное объединение | 2 411      | 25,00          |            |            |

|                | Кандидаты                            | Партия                  | Первый тур | Первый тур     | Второй тур | Второй тур |
| Кол-во голосов | Кандидаты                            | Партия                  | % голосов  | Кол-во голосов | % голосов  |            |
| -------------- | ------------------------------------ | ----------------------- | ---------- | -------------- | ---------- | ---------- |
|                | Жан-Мари Любре Мете Массар           | Разные правые           | 5 184      | 37,12          | 5 987      | 40,83      |
|                | Даниэль Дюамель Ален Мекиньон        | Социалистическая партия | 4 828      | 34,57          | 5 155      | 35,15      |
|                | Фабьен Буатрель Кристель де Сен Леже | Национальный фронт      | 3 953      | 28,31          | 3 522      | 24,02      |

|  | Кандидат        | Партия                  | % голосов |
|  | --------------- | ----------------------- | --------- |
|  | Жан-Мари Любре  | Разные правые           | 64,39     |
|  | Жан-Жак Ильмуэн | Социалистическая партия | 35,61     |